# 埃斯梅拉达 (南大河州)
埃斯梅拉达（葡萄牙語：Esmeralda）是巴西南大河州的一个市镇。总面积833.349平方公里，总人口3234人，人口密度每平方公里3.9人。